# Ấu trùng tinh nghịch
Ấu trùng tinh nghịch là một series hoạt hình của Hàn Quốc được sáng tạo và sản xuất bởi công ty Tuba Entertainment. Nội dung phim chủ yếu xoay quanh cuộc sống và những biến cố hài hước của 2 ấu trùng vui vẻ, tốt bụng.

## Danh sách các nhân vật

### Nhân vật chính
- Vàng - Ấu trùng Vàng đi chậm và tham ăn. Anh ta luôn lắng nghe Đỏ nhưng thường cứ đánh mất kiểm soát bản thân khi nhìn thấy thức ăn, thường hay bị đỏ bắt nạt.

- Đỏ - Ấu trùng Đỏ có tính cách khó gần và thiếu kiên nhẫn. Anh ta hét lên như Bruce Lee và đá chân lên không trung mỗi khi khó chịu (mặc dù không có chân như con người). Đỏ là một nhân vật luôn tự dằn vặt, khiến bản thân trải qua đau khổ, hầu hết bắt đầu với lòng tham cùng sự cố gắng níu giữ cho một cái gì đó.

### Nhân vật phụ (xuất hiện thường xuyên)
- Tím - Con giun bí ẩn có kích thước khổng lồ, luôn giấu cơ thể to lớn của mình dưới mặt đất, quan sát những hành động của Đỏ và Vàng bằng cách nhô ra cái đầu nhỏ, Tím chỉ xuất hiện cho đến khi bản thân hoặc ai đó đang bị đe dọa, cần sự giúp đỡ.
- Hồng - Ấu trùng nữ, bạn thân của Đỏ và Vàng. Đỏ say mê Hồng, nhưng Hồng thích Vàng hơn. Hồng thích Vàng, ngay cả khi Vàng không thực sự quan tâm đến Hồng, Hồng có thể cười thích thú ngay khi nhìn thấy Vàng.
- Đen - Anh chàng Bọ hung sừng chữ Y đen khó tính. Đen thích đấm bốc như một võ sĩ quyền anh.
- Brown - Bọ hung, bạn thân của Đen - đây là nhân vật ở bẩn nhất trong phim. Sở thích của Brown là nặn phân (giống như bọ phân ngoài đời thực)
- Cá quái vật - Loài cá này thường gây rắc rối cho Đỏ và Vàng.
- Cầu vồng - Một con ốc sên thường là mục tiêu trêu đùa của Đỏ và Vàng. Khi nó ra khỏi vỏ, Cầu vồng có thể di chuyển rất nhanh, nhưng nếu ở trong vỏ, cậu ta sẽ di chuyển chậm. Vỏ của Cầu Vồng nặng 100 tấn.
- Lăng kính (Prism) - Một con tắc kè hoa có khả năng đổi màu đặc biệt, xuất hiện trong mùa thứ hai của loạt phim.
- Chuột - Giống như tắc kè Prism, con chuột này luôn quấy rầy Đỏ và Vàng. Chuột thay thế vai trò của Lăng kính trong mùa thứ ba của loạt phim.
- Bọ gậy - Loài côn trùng này dễ dàng bị gió cuốn đi. Trong một tập phim, anh kết bạn với Vàng và cứu được Vàng khi đang gặp nguy hiểm.
- Baby Cocoa - Một cô nàng bọ cánh cứng quyến rũ đến từ thành phố New York.
- Vẹt - Là một con vật xuất hiện ở Mùa 2. Nó cũng quấy rầy Đỏ và Vàng như Lăng kính, rất sợ Violet.

## Danh sách các tập

### Mùa 1 (2011-2012)

#### 2011-2012
| Tập   | Ngày             | Phụ đề                        |
| ----- | ---------------- | ----------------------------- |
| 1-2   | 26 tháng 3       | Kem                           |
| 1-2   | 26 tháng 3       | Muỗi                          |
| 1-2   | 26 tháng 3       | Nhảy trong mưa                |
| 1-2   | 26 tháng 3       | Nấm                           |
| 3-4   | Ngày 2 tháng 4   | Kẹo cao su (1)                |
| 3-4   | Ngày 2 tháng 4   | Con đường băng                |
| 3-4   | Ngày 2 tháng 4   | Ống hút                       |
| 3-4   | Ngày 2 tháng 4   | Cây ăn côn trùng (1)          |
| 5-6   | Ngày 9 tháng 4   | Ốc sên                        |
| 5-6   | Ngày 9 tháng 4   | Ngáy                          |
| 5-6   | Ngày 9 tháng 4   | Bỏng ngô                      |
| 5-6   | Ngày 9 tháng 4   | Thủy cung                     |
| 7-8   | Ngày 16 tháng 4  | Giăm bông                     |
| 7-8   | Ngày 16 tháng 4  | Sức mạnh tâm linh             |
| 7-8   | Ngày 16 tháng 4  | Con ruồi                      |
| 7-8   | Ngày 16 tháng 4  | Mỳ ống                        |
| 9-10  | Ngày 16 tháng 7  | Mẫu không khí                 |
| 9-10  | Ngày 16 tháng 7  | Cái kén (1) Cái kén (2)       |
| 9-10  | Ngày 16 tháng 7  | Bánh pudding                  |
| 11-12 | 30 tháng 7       | Dưa hấu                       |
| 11-12 | 30 tháng 7       | UFO                           |
| 11-12 | 30 tháng 7       | Câu cá                        |
| 11-12 | 30 tháng 7       | Lìa khỏi cơ thể               |
| 13-14 | Ngày 13 tháng 8  | Suối nước nóng                |
| 13-14 | Ngày 13 tháng 8  | Trốn tìm                      |
| 13-14 | Ngày 13 tháng 8  | Động đất                      |
| 13-14 | Ngày 13 tháng 8  | Giải pháp tăng trưởng tóc (1) |
| 15-16 | Ngày 10 tháng 12 | Lũ lụt (1)                    |
| 15-16 | Ngày 10 tháng 12 | Đầm lầy                       |
| 15-16 | Ngày 10 tháng 12 | Quả óc chó                    |
| 15-16 | Ngày 10 tháng 12 | Soda                          |
| 17-18 | 17 tháng 12      | Ếch                           |
| 17-18 | 17 tháng 12      | Bão (1)                       |
| 17-18 | 17 tháng 12      | Lỗ sâu răng                   |
| 17-18 | 17 tháng 12      | Tung đồng xu                  |
| 19-20 | 24 tháng 12      | Buổi hòa nhạc                 |
| 19-20 | 24 tháng 12      | Trận đấu bóng tuyết           |
| 19-20 | 24 tháng 12      | Lũ lụt (2)                    |
| 19-20 | 24 tháng 12      | Kiến                          |
| 21-22 | Ngày 31 tháng 12 | Đau bụng                      |
| 21-22 | Ngày 31 tháng 12 | Xác ướp                       |
| 21-22 | Ngày 31 tháng 12 | Ong mật (1)                   |
| 21-22 | Ngày 31 tháng 12 | Bong bóng                     |
| 23-24 | Ngày 7 tháng 1   | Tình yêu                      |
| 23-24 | Ngày 7 tháng 1   | Lò xo                         |
| 23-24 | Ngày 7 tháng 1   | Giáng sinh                    |
| 23-24 | Ngày 7 tháng 1   | Kẻ hủy diệt màu vàng          |
| 25-26 | 14 tháng 1       | Xi măng                       |
| 25-26 | 14 tháng 1       | Ấu trùng (1)                  |
| 25-26 | 14 tháng 1       | Hip-hop                       |
| 25-26 | 14 tháng 1       | Dịch nhầy                     |

### 2012-2013
| 27-28 | Ngày 9 tháng 6  | Mưa đá                        |
| 27-28 | Ngày 9 tháng 6  | Lỗ                            |
| 27-28 | Ngày 9 tháng 6  | Kẹo cao su (2)                |
| 27-28 | Ngày 9 tháng 6  | Mưa                           |
| 29-30 | Ngày 16 tháng 6 | Găng tay                      |
| 29-30 | Ngày 16 tháng 6 | Cười                          |
| 29-30 | Ngày 16 tháng 6 | Bệnh về mắt                   |
| 29-30 | Ngày 16 tháng 6 | Biến mất                      |
| 31-32 | 23 tháng 6      | Tóc giả                       |
| 31-32 | 23 tháng 6      | Ma cà rồng                    |
| 31-32 | 23 tháng 6      | Đồng hồ                       |
| 31-32 | 23 tháng 6      | Cuộc thi nhìn chằm chằm       |
| 33-34 | Ngày 7 tháng 7  | Nước hoa                      |
| 33-34 | Ngày 7 tháng 7  | Keo dán                       |
| 33-34 | Ngày 7 tháng 7  | Xích đu                       |
| 33-34 | Ngày 7 tháng 7  | Cây ăn côn trùng (2)          |
| 35-36 | Ngày 8 tháng 9  | Ong mật (2)                   |
| 35-36 | Ngày 8 tháng 9  | Đêm đáng sợ                   |
| 35-36 | Ngày 8 tháng 9  | Đi bộ trên đường              |
| 35-36 | Ngày 8 tháng 9  | Nhện                          |
| 37-38 | Ngày 22 tháng 9 | Siêu chất lỏng                |
| 37-38 | Ngày 22 tháng 9 | Ác mộng                       |
| 37-38 | Ngày 22 tháng 9 | Gà                            |
| 39-40 | 22 tháng 12     | Gas                           |
| 39-40 | 22 tháng 12     | Bí mật của ốc sên             |
| 39-40 | 22 tháng 12     | Tay                           |
| 39-40 | 22 tháng 12     | Chai thủy tinh                |
| 41-42 | 29 tháng 12     | Đêm Waltz của đêm trăng       |
| 41-42 | 29 tháng 12     | Giải pháp tăng trưởng tóc (2) |
| 41-42 | 29 tháng 12     | Bọ ngựa                       |
| 41-42 | 29 tháng 12     | Bão (2)                       |
| 43-44 | Ngày 5 tháng 1  | Buổi show ớt                  |
| 43-44 | Ngày 5 tháng 1  | Giá người nước ngoài          |
| 43-44 | Ngày 5 tháng 1  | Nho                           |
| 43-44 | Ngày 5 tháng 1  | Quái vật cát                  |
| 45-46 | Ngày 12 tháng 1 | Ấu trùng (2)                  |
| 45-46 | Ngày 12 tháng 1 | Xe đồ chơi                    |
| 45-46 | Ngày 12 tháng 1 | Tình yêu (1 và 2)             |
| 47-48 | 23 tháng 3      | Hồ thiên nga                  |
| 47-48 | 23 tháng 3      | Điện                          |
| 47-48 | 23 tháng 3      | Còi                           |
| 47-48 | 23 tháng 3      | Lặn                           |
| 49-50 | 30 tháng 3      | Lửa                           |
| 49-50 | 30 tháng 3      | Bập bênh                      |
| 49-50 | 30 tháng 3      | Triển lãm nước                |
| 49-50 | 30 tháng 3      | Vàng biết bay                 |
| 51-52 | Ngày 6 tháng 4  | Chân bạch tuộc                |
| 51-52 | Ngày 6 tháng 4  | Thế giới hoang dã và hoang dã |

### Mùa 2 (2014-2015)

#### 2014-2015
| Tập     | Ngày             | Phụ đề                  |
| ------- | ---------------- | ----------------------- |
| 53-54   | Ngày 18 tháng 1  | Xin chào ấu trùng       |
| 53-54   | Ngày 18 tháng 1  | Bong bóng               |
| 55-56   | Ngày 25 tháng 1  | Robot                   |
| 55-56   | Ngày 25 tháng 1  | Xin chào Brown          |
| 57-58   | Ngày 1 tháng 2   | Tủ lạnh                 |
| 57-58   | Ngày 1 tháng 2   | Roly Poly               |
| 59-60   | Ngày 8 tháng 2   | Nhảy trượt tuyết        |
| 59-60   | Ngày 8 tháng 2   | Xin chào Đen            |
| 61-62   | 15 tháng 2       | Ngày với Người          |
| 61-62   | 15 tháng 2       | Cà chua                 |
| 63-64   | 17 tháng 12      | Trang điểm              |
| 63-64   | 17 tháng 12      | Kẹo cao su              |
| 65-66   | Ngày 21 tháng 12 | Hắt hơi                 |
| 65-66   | Ngày 21 tháng 12 | Chiếc bình thần kì      |
| 67-68   | 22 tháng 12      | Cướp biển Roulette      |
| 67-68   | 22 tháng 12      | Bóng bàn                |
| 69-70   | 23 tháng 12      | Người nhện ấu trùng     |
| 69-70   | 23 tháng 12      | Bọ bom                  |
| 71-72   | 24 tháng 12      | Xin chào Hồng           |
| 71-72   | 24 tháng 12      | Xoay vòng               |
| 73-74   | Ngày 25 tháng 12 | Diễn giả nhảy múa       |
| 73-74   | Ngày 25 tháng 12 | Tay chân                |
| 75-76   | 28 tháng 12      | Bồn tắm                 |
| 75-76   | 28 tháng 12      | Thiên tài màu vàng      |
| 77-78   | 29 tháng 12      | Xin chào Violet         |
| 77-78   | 29 tháng 12      | Ăn kiêng                |
| 79-80   | 27 tháng 3       | Còi                     |
| 79-80   | 27 tháng 3       | Mồ hôi                  |
| 81-82   | Ngày 4 tháng 4   | Quạt                    |
| 81-82   | Ngày 4 tháng 4   | Nanta                   |
| 83-84   | 11 tháng 4       | Ác mộng                 |
| 83-84   | 11 tháng 4       | Larva Car               |
| 85-88   | 17 tháng 4       | Gà Vàng                 |
| 85-88   | 17 tháng 4       | Cướp biển Roulette (RE) |
| 89-90   | 25 tháng 4       | Nhà vệ sinh             |
| 89-90   | 25 tháng 4       | Beanstalks              |
| 91-92   | 1 tháng 5        | Bánh quy may mắn        |
| 91-92   | 1 tháng 5        | Xin chào Brown (RE)     |
| 93-94   | Ngày 8 tháng 5   | Chiếc bình hoa          |
| 93-94   | Ngày 8 tháng 5   | Ếch                     |
| Ngày 21 | 22 tháng 6       | Con phù du (1 và 2)     |
| 95-96   | Ngày 16 tháng 5  | Ấu trùng                |
| 95-96   | Ngày 16 tháng 5  | Đỏ hoang dã             |
| 97-98   | 23 tháng 5       | Trốn tìm                |
| 97-98   | 23 tháng 5       | Cái kén                 |
| 99-100  | 29 tháng 5       | Opera                   |
| 99-100  | 29 tháng 5       | Ấu trùng nhện (RE)      |
| 101-102 | Ngày 6 tháng 6   | Bức tường băng          |
| 101-102 | Ngày 6 tháng 6   | Trái cây nguy hiểm      |
| 103-104 | 27 tháng 7       | Ngày xửa ngày xưa       |
| 103-104 | 27 tháng 7       | Cà chua (RE)            |

### Mùa 3 (2016-2017)

#### 2016-2017
| Tập     | Ngày phát hành | Phụ đề                     |
| ------- | -------------- | -------------------------- |
| 105-106 | 4 tháng tám    | Bánh vòng                  |
| 105-106 | 4 tháng tám    | Lửa                        |
| 107-108 | 4 tháng tám    | Hộp                        |
| 107-108 | 4 tháng tám    | Cơm                        |
| 109-110 | 4 tháng tám    | Vòi cứu hỏa                |
| 109-110 | 4 tháng tám    | Chanh                      |
| 111-112 | 4 tháng tám    | Rắm cao su                 |
| 111-112 | 4 tháng tám    | Bóng                       |
| 113-114 | 4 tháng tám    | Băng                       |
| 113-114 | 4 tháng tám    | Dòng suối                  |
| 115-116 | 4 tháng tám    | Bóng rổ                    |
| 115-116 | 4 tháng tám    | Tickle                     |
| 117-118 | 4 tháng tám    | Hiccup                     |
| 117-118 | 4 tháng tám    | Chuột                      |
| 119-120 | 4 tháng tám    | Garlic (1 dan 2)           |
| 119-120 | 4 tháng tám    | Đai bánh xe                |
| 121-122 | 4 tháng tám    | Nam châm                   |
| 121-122 | 4 tháng tám    | Gậy Stick                  |
| 123-124 | 4 tháng tám    | Dầu                        |
| 123-124 | 4 tháng tám    | Đôi mắt lid (1 dan 2)      |
| 125-126 | 4 tháng tám    | Tia chớp đỏ                |
| 125-126 | 4 tháng tám    | Xi măng                    |
| 127-128 | 4 tháng tám    | Kẻ rượt đuổi               |
| 127-128 | 4 tháng tám    | Wrap                       |
| 129-130 | 4 tháng tám    | Gà bạc                     |
| 129-130 | 4 tháng tám    | Thuyền                     |
| 131-132 | 4 tháng tám    | Mite                       |
| 131-132 | 4 tháng tám    | Can-can                    |
| 81-82   | 26 tháng 11    | Bí mật của Hồng            |
| 81-82   | 26 tháng 11    | Massage                    |
| 83-84   | 26 tháng 11    | Loyalty                    |
| 83-84   | 26 tháng 11    | Kung Fu Larva              |
| 85-88   | 26 tháng 11    | Pipe                       |
| 85-88   | 26 tháng 11    | Tag                        |
| 89-90   | 26 tháng 11    | Cup Noodle                 |
| 89-90   | 26 tháng 11    | Untidy Sleeper             |
| 91-92   | 13 April       | Sushi                      |
| 91-92   | 13 April       | Breath                     |
| 93-94   | 13 April       | Tower Stack                |
| 93-94   | 13 April       | Tough Guy                  |
| ke-21   | 13 April       | Showdown                   |
| 95-96   | 13 April       | Đấu trường nhảy            |
| 95-96   | 13 April       | Booger                     |
| 97-98   | 13 April       | Detective (1 dan 2)        |
| 97-98   | 13 April       | Bí mật của Vàng            |
| 99-100  | 13 April       | Staw                       |
| 99-100  | 13 April       | Confetti Poppers           |
| 101-102 | 13 April       | Mưa                        |
| 101-102 | 13 April       | A day in the life of Larva |
| 103-104 | 13 April       | Wiper                      |
| 103-104 | 13 April       | Larva Street               |
| 105-106 | 4 Agustus      | Vàng trả thù (1 dan 2)     |
| 105-106 | 4 Agustus      | Snowball Fight             |
| 55-56   | 4 Agustus      | Sự sống of chuột           |
| 55-56   | 4 Agustus      | Đối mặt vs gió             |
| 57-58   | 4 Agustus      | Larva of the Rings         |
| 57-58   | 4 Agustus      | Flash light                |
| 59-60   | 4 Agustus      | Keo                        |
| 59-60   | 4 Agustus      | Feeler                     |
| 61-62   | 4 Agustus      | Biểu diễn thời trang       |
| 61-62   | 4 Agustus      | Tấu hài                    |
| 63-64   | 4 Agustus      | Găng tay                   |
| 63-64   | 4 Agustus      | Troublemaker               |
| 65-66   | 4 Agustus      | Trận chiến trên biển       |
| 65-66   | 4 Agustus      | Bóng rubber                |
| 67-68   | 4 Agustus      | Chóng mặt                  |
| 67-68   | 4 Agustus      | Pitapat                    |
| 69-70   | 4 Agustus      | Chạy việt dã               |
| 69-70   | 4 Agustus      | Trà xanh                   |
| 71-72   | 4 Agustus      | Lũ lụt                     |
| 71-72   | 4 Agustus      | Ô                          |
| 73-74   | 4 Agustus      | Pho mát                    |
| 73-74   | 4 Agustus      | Distress (1 dan 2)         |
| 75-76   | 4 Agustus      | Lìa khỏi cơ thể            |
| 75-76   | 4 Agustus      | Minicar                    |
| 77-78   | 4 Agustus      | Tình yêu một bên (1 dan 2) |
| 77-78   | 4 Agustus      | Roll a Dull                |
| 79-80   | 4 Agustus      | Larvarta                   |
| 79-80   | 4 Agustus      | Bobsleigh                  |
| 81-82   | 26 November    | Giáng sinh                 |
| 81-82   | 26 November    | As time goes by            |

### Mùa 4 (2018-2019)

#### 2018-2019
| Tập   | Ngày             | Phụ đề         |
| ----- | ---------------- | -------------- |
| 53-54 | Ngày 19 tháng 10 | Đảo ấu trùng   |
| 53-54 | Ngày 19 tháng 10 | Chuck          |
| 55-56 | Ngày 19 tháng 10 | Rõ ràng        |
| 55-56 | Ngày 19 tháng 10 | Crabsformer    |
| 57-58 | Ngày 19 tháng 10 | Câu cá         |
| 57-58 | Ngày 19 tháng 10 | Mặt dây chuyền |
| 59-60 | Ngày 19 tháng 10 | Đảo Lala       |
| 59-60 | Ngày 19 tháng 10 | Đầu bếp chính  |
| 61-62 | Ngày 19 tháng 10 | Nông nghiệp    |
| 61-62 | Ngày 19 tháng 10 | Cướp biển      |
| 63-64 | Ngày 19 tháng 10 | Thay đổi       |

### Ấu trùng
| Ấu trùng | Ngày 3 tháng 8 | Cái kén                                   |
| Ấu trùng | Ngày 3 tháng 8 | Nanta (RE)                                |
| Ấu trùng | Ngày 3 tháng 8 | Chế độ ăn uống (RE)                       |
| Ấu trùng | Ngày 3 tháng 8 | Xin chào Đen (RE)                         |
| Ấu trùng | Ngày 3 tháng 8 | Kẹo cao su (RE)                           |
| Ấu trùng | Ngày 3 tháng 8 | Mồ hôi (RE)                               |
| Ấu trùng | Ngày 3 tháng 8 | Nồi ma thuật (RE)                         |
| Ấu trùng | Ngày 3 tháng 8 | Thế giới hoang dã và hoang dã (1)         |
| Ấu trùng | Ngày 3 tháng 8 | Thế giới hoang dã và hoang dã (2 và 3)    |
| Ấu trùng | Ngày 3 tháng 8 | Bảo vệ Ấu Trùng (1-7)                     |
| Ấu trùng | Ngày 3 tháng 8 | Thuốc diệt côn trùng (1-3)                |
| Ấu trùng | Ngày 3 tháng 8 | Những người bạn mới (1-4)                 |
| Ấu trùng | Ngày 3 tháng 8 | Ngay khi người dân New York sống (1 và 2) |
| Ấu trùng | Ngày 3 tháng 8 | Xoài (1 và 2)                             |